# لوئیزا روسی
لوئیزا روسی (ایتالیایی: Luisa Rossi؛ ‏۲۶ ژانویهٔ ۱۹۲۵ – ۲۳ مهٔ ۱۹۸۴) بازیگر اهل ایتالیا بود. از فیلم‌هایی که وی در آن نقش داشته‌است، می‌توان به آخرین شانس اشاره کرد.